# Aleksander Sanin
Aleksander Sanin, född som Aleksander Akimovitj Sanin 15 april 1869 i Berdytjiv, Kejsardömet Ryssland, död 8 maj 1956 i Rom, Italien, var en rysk filmregissör och skådespelare.

## Filmografi

### Regi
- 1922 - Polikusjka [2][3]